# Eredivisie 2023-2024 (calcio femminile)
L'Eredivisie 2023-2024, nota anche come Azerion Eredivisie Vrouwen 2023-2024 per ragioni di sponsorizzazione, è stata la quattordicesima edizione della massima serie a carattere professionistico del campionato olandese. Il torneo prese il via il 9 settembre 2023 e si concluse l'11 maggio 2024.
Il campionato è stato vinto dal Twente per la sesta volta nella sua storia. Tessa Wullaert, attaccante del Fortuna Sittard, ha vinto la classifica delle migliori marcatrici con 26 reti realizzate.

## Stagione

### Novità
Rispetto all'edizione 2022-23, il numero di squadre partecipanti è aumentato di un'unità, salendo a 12, grazie all'ammissione dell'Utrecht, tornato a giocare in Eredivisie dopo nove anni. Inoltre, l'AZ Alkmaar ha rilevato la licenza del VV Alkmaar, tornando in Eredivisie dopo dodici anni.

### Formato
Il formato del torneo è lo stesso della precedente edizione con un'unica stagione regolare. Le dodici squadre partecipanti si sono affrontate in un girone all'italiana, affrontandosi due volte in partite di andata e ritorno per un totale di 22 giornate. Al termine della stagione, la squadra prima classificata è stata dichiarata campione dei Paesi Bassi e ammessa alla UEFA Women's Champions League per la stagione successiva, assieme alla seconda classificata. Non erano previste retrocessioni.

## Squadre partecipanti
| Club            | Città      | Stadio                          | Stagione precedente     |
| --------------- | ---------- | ------------------------------- | ----------------------- |
| ADO Den Haag    | L'Aia      | Bingoal Stadion                 | 5º posto in Eredivisie  |
| Ajax            | Amsterdam  | Complesso sportivo De Toekomst  | 1º posto in Eredivisie  |
| AZ Alkmaar      | Alkmaar    | Complesso sportivo AFAS         | -                       |
| Excelsior       | Rotterdam  | Van Donge & De Roo Stadion      | 11º posto in Eredivisie |
| Feyenoord       | Rotterdam  | Complesso sportivo Varkenoord   | 7º posto in Eredivisie  |
| Fortuna Sittard | Sittard    | Fortuna Sittard Stadion         | 3º posto in Eredivisie  |
| Heerenveen      | Heerenveen | Complesso sportivo Nieuwehorne  | 8º posto in Eredivisie  |
| PEC Zwolle      | Zwolle     | Complesso sportivo Be Quick '28 | 6º posto in Eredivisie  |
| PSV             | Eindhoven  | PSV Campus De Herdgang          | 4º posto in Eredivisie  |
| Telstar         | Velsen     | BUKO Stadion                    | 10º posto in Eredivisie |
| Twente          | Enschede   | Complesso sportivo Het Diekman  | 2º posto in Eredivisie  |
| Utrecht         | Utrecht    | Complesso sportivo Zoudenbalch  | -                       |

## Classifica finale
|  | Pos. | Squadra         | Pt | G  | V  | N | P  | GF | GS | DR  |
|  | ---- | --------------- | -- | -- | -- | - | -- | -- | -- | --- |
|  | 1.   | Twente          | 56 | 22 | 18 | 2 | 2  | 56 | 21 | +35 |
|  | 2.   | Ajax            | 54 | 22 | 17 | 3 | 2  | 62 | 20 | +42 |
|  | 3.   | PSV             | 41 | 22 | 12 | 5 | 5  | 52 | 24 | +28 |
|  | 4.   | Fortuna Sittard | 40 | 22 | 12 | 4 | 6  | 57 | 27 | +30 |
|  | 5.   | ADO Den Haag    | 32 | 22 | 9  | 5 | 8  | 31 | 23 | +8  |
|  | 6.   | PEC Zwolle      | 31 | 22 | 9  | 4 | 9  | 36 | 41 | -5  |
|  | 7.   | Utrecht         | 30 | 22 | 8  | 6 | 8  | 34 | 45 | -11 |
|  | 8.   | Feyenoord       | 24 | 22 | 7  | 3 | 12 | 26 | 34 | -8  |
|  | 9.   | AZ Alkmaar      | 21 | 22 | 5  | 6 | 11 | 28 | 38 | -10 |
|  | 10.  | Heerenveen      | 19 | 22 | 5  | 4 | 13 | 15 | 38 | -23 |
|  | 11.  | Telstar         | 12 | 22 | 3  | 3 | 16 | 16 | 69 | -53 |
|  | 12.  | Excelsior       | 11 | 22 | 2  | 5 | 15 | 20 | 53 | -33 |

Legenda:
      Campione dei Paesi Bassi e ammessa alla UEFA Women's Champions League 2024-2025.
      Ammessa alla UEFA Women's Champions League 2024-2025.
Regolamento:
Tre punti a vittoria, uno a pareggio, zero a sconfitta.

## Risultati
|                 | ADO  | Aja  | AZ   | Exc  | Fey  | For  | Hee  | PEC  | PSV  | Tel  | Twe  | Utr  |
| --------------- | ---- | ---- | ---- | ---- | ---- | ---- | ---- | ---- | ---- | ---- | ---- | ---- |
| ADO Den Haag    | –––– | 1-3  | 2-0  | 3-0  | 2-1  | 1-1  | 0-1  | 1-2  | 0-0  | 4-0  | 2-3  | 2-1  |
| Ajax            | 3-0  | –––- | 3-0  | 6-1  | 4-0  | 1-1  | 5-1  | 3-2  | 2-1  | 0-0  | 0-1  | 5-2  |
| AZ Alkmaar      | 2-4  | 1-2  | –––- | 1-1  | 1-2  | 1-0  | 1-2  | 1-1  | 3-3  | 0-1  | 2-2  | 0-0  |
| Excelsior       | 0-1  | 1-3  | 1-2  | –––- | 1-0  | 2-4  | 2-1  | 1-1  | 1-1  | 2-2  | 0-2  | 1-4  |
| Feyenoord       | 1-1  | 0-1  | 2-1  | 2-1  | –––- | 1-3  | 0-0  | 4-0  | 0-2  | 3-0  | 0-3  | 1-2  |
| Fortuna Sittard | 0-4  | 0-4  | 0-1  | 5-0  | 2-1  | –––- | 4-0  | 3-1  | 1-0  | 7-1  | 2-0  | 2-2  |
| Heerenveen      | 0-2  | 2-1  | 0-1  | 1-0  | 0-2  | 0-0  | –––- | 0-2  | 1-3  | 1-0  | 0-2  | 0-0  |
| PEC Zwolle      | 0-0  | 1-3  | 1-0  | 3-1  | 2-0  | 1-7  | 2-2  | –––- | 2-0  | 2-0  | 0-4  | 3-4  |
| PSV             | 3-1  | 3-3  | 5-1  | 3-1  | 1-1  | 3-0  | 5-0  | 3-1  | –––- | 5-0  | 1-2  | 4-0  |
| Telstar         | 1-0  | 2-5  | 2-6  | 1-1  | 0-2  | 0-8  | 2-1  | 0-4  | 1-3  | –––- | 0-7  | 1-2  |
| Twente          | 1-0  | 0-3  | 2-1  | 5-2  | 3-1  | 3-1  | 3-2  | 2-1  | 3-1  | 2-0  | –––- | 4-0  |
| Utrecht         | 0-0  | 0-2  | 2-2  | 2-0  | 4-2  | 0-6  | 1-0  | 2-4  | 0-2  | 4-2  | 2-2  | –––- |

## Statistiche

### Classifica marcatrici
| Gol |  |  | Giocatore            | Squadra         |
| --- |  |  | -------------------- | --------------- |
| 26  |  |  | Tessa Wullaert       | Fortuna Sittard |
| 20  |  |  | Romée Leuchter       | Ajax            |
| 17  |  |  | Joëlle Smits         | PSV             |
| 13  |  |  | Lobke Loonen         | ADO Den Haag    |
| 11  |  |  | Floor Spaan          | AZ              |
| 10  |  |  | Liz Rijsbergen       | Twente          |
| 9   |  |  | Eshley Bakker        | Utrecht         |
| 9   |  |  | Tiny Hoekstra        | Ajax            |
| 9   |  |  | Chimera Ripa         | PSV             |
| 9   |  |  | Desiree van Lunteren | AZ              |
| 9   |  |  | Taylor Ziemer        | Twente          |